# David Habat
David Habat (ur. 16 października 1991) – słoweński zapaśnik walczący w stylu wolnym. Zajął 23. miejsce na mistrzostwach świata w 2018. Brązowy medalista mistrzostw Europy w 2017 i piąty w 2018. Wicemistrz igrzysk śródziemnomorskich w 2018 roku.
Zawodnik Saint Ignatius High School i Edinboro University. Dwa razy All-American (2014 – 2015) w NCAA Division I; drugi w 2015 i czwarty w 2014 roku.